# Городское поселение Параньга
Городско́е поселе́ние Параньга — муниципальное образование в Параньгинском районе Марий Эл Российской Федерации.
Административный центр — пгт Параньга.

## История
Статус и границы городского поселения установлены Законом Республики Марий Эл от 18 июня 2004 года № 15-З «О статусе, границах и составе муниципальных районов, городских округов в Республике Марий Эл».

## Население
| 2010  | 2011  | 2012  | 2013  | 2014  | 2015  | 2016  |
| ----- | ----- | ----- | ----- | ----- | ----- | ----- |
| 6227  | ↘6208 | ↘6042 | ↘5935 | ↘5833 | ↘5736 | ↘5657 |
| 2017  | 2018  | 2019  | 2020  | 2021  | 2023  |       |
| ↘5644 | ↘5620 | ↘5498 | ↘5400 | ↗5568 | ↘5460 |       |

## Состав городского поселения
В состав поселения входит два населённых пункта:
| № | Населённый пункт | Тип населённого пункта      | Население |
| - | ---------------- | --------------------------- | --------- |
| 1 | Ляжбердино       | деревня                     | →193      |
| 2 | Параньга         | пгт, административный центр | ↘5267     |